# Félicité de Genlis

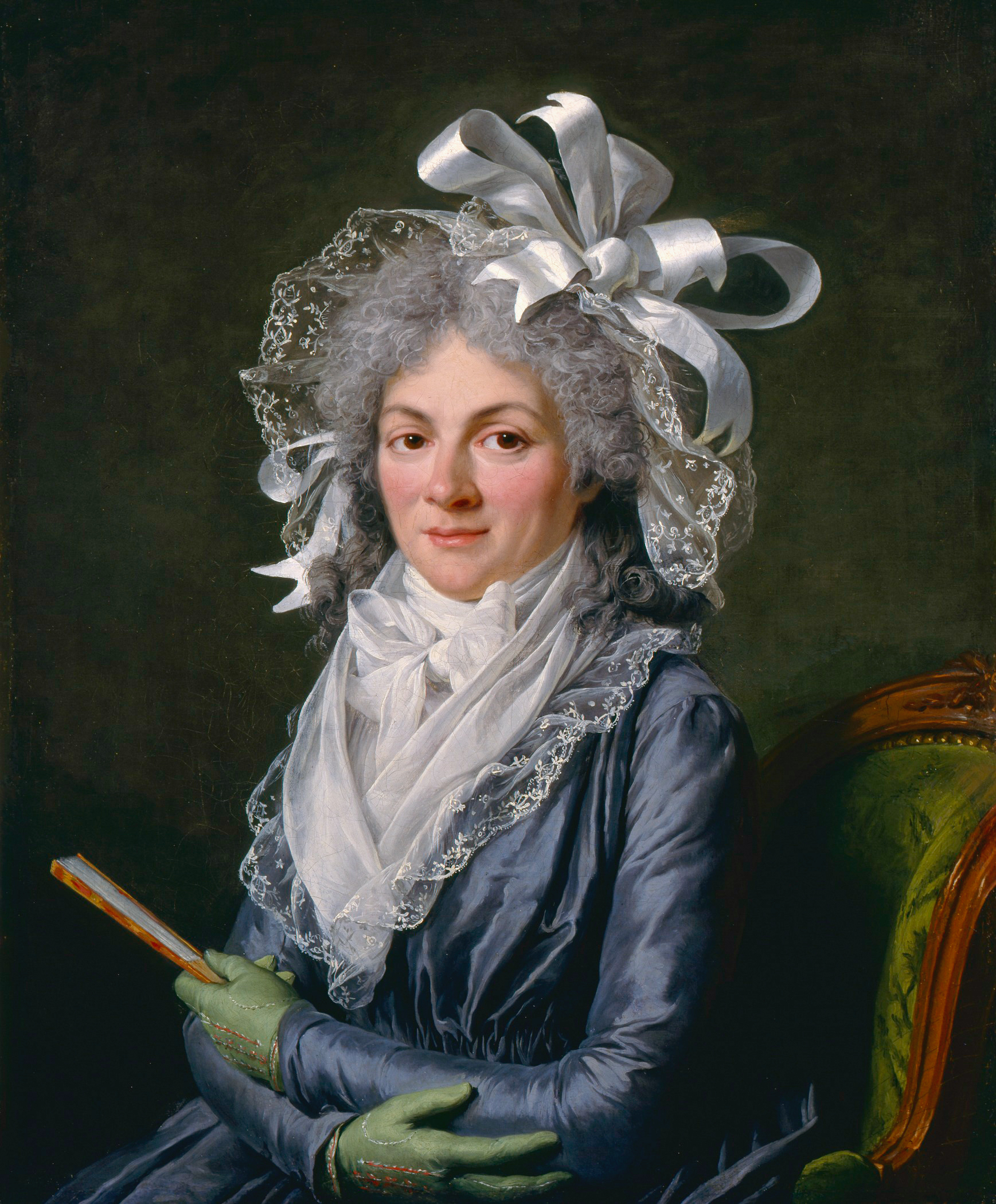
Adélaïde Labille-Guiard: Porträt der Madame de Genlis, 1790

Stéphanie-Félicité Du Crest, durch ihre Heirat Comtesse de Genlis und Marquise de Sillery, kurz auch Madame de Genlis (* 25. Januar 1746 in Issy-l’Évêque bei Autun; † 31. Dezember 1830 in Paris), war eine französische Hofdame, Erzieherin der Kinder von Ludwig Philipp II. Joseph, Herzog von Orléans, und Schriftstellerin.

## Leben

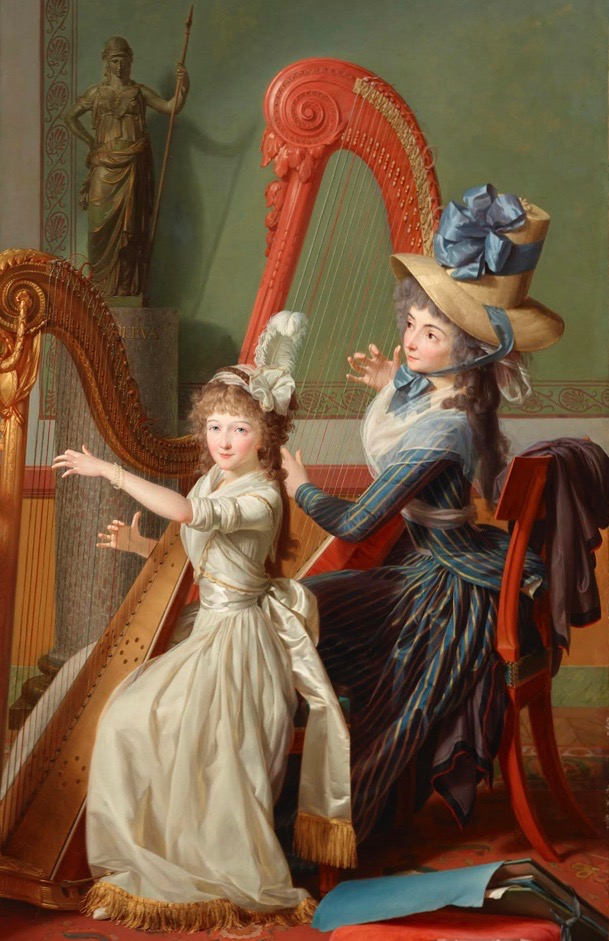
Jean-Antoine-Théodore Giroust: La leçon de harpe (Ausschnitt), 1791. Madame de Genlis unterrichtet ihre Schülerin Adélaïde d’Orléans an der Harfe.

Félicité stammte aus einer verarmten Adelsfamilie des Burgunds. Ihre Eltern waren Pierre-César du Crest, Markgraf von Saint Aubin (1711–1763), und Félicité geborene Mauguet de Mézières (1717–1790). Mit sechs Jahren wurde sie als Comtesse de Lancy (nach der Stadt Bourbon-Lancy) in ein adeliges Stift in Alix bei Lyon aufgenommen, erhielt aber trotzdem ihre gesamte Erziehung, die als „glänzend, aber ungeordnet“ beschrieben wird, zu Hause. Sie war musikalisch begabt und spielte besonders gut Harfe.

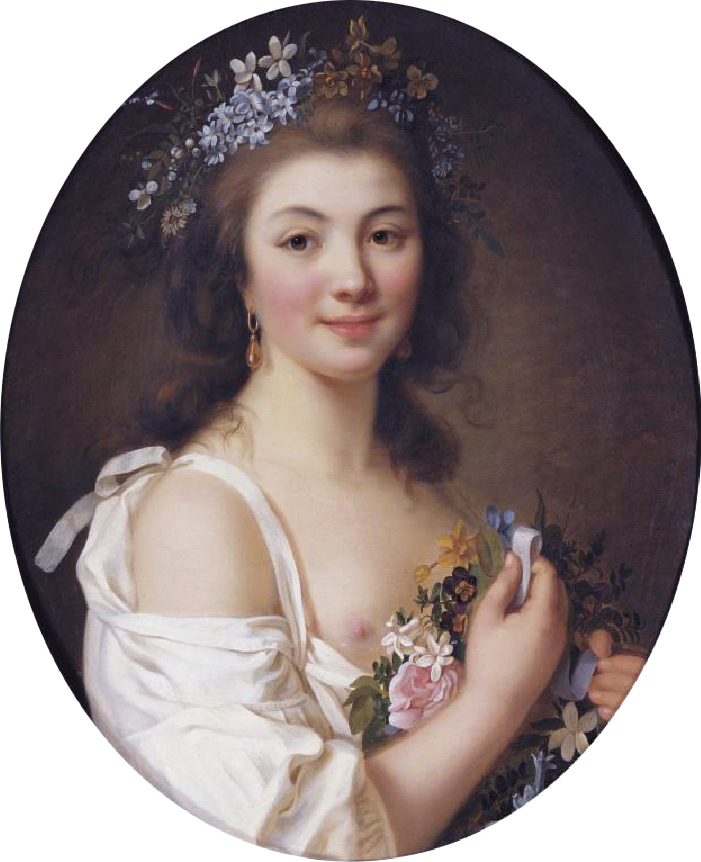
Porträt der jugendlichen Madame de Genlis von Jacques-Antoine-Marie Lemoine

Seit 1758 in Paris ansässig, erwarb sie sich mit ihren Künsten als Harfenistin und ihrem lebhaften Esprit schnell Bewunderung. Mit 16 Jahren wurde sie mit dem Markgrafen Charles Brûlart de Genlis verheiratet. 1770 gelangte sie als Ehrendame der Herzogin von Chartres, der Mutter des späteren Königs der Franzosen Louis-Philippe, in das Palais Royal und wurde mit der Erziehung der herzoglichen Kinder beauftragt – eine Aufgabe, die sie neun Jahre lang erfüllte (1791 flüchtete sie mit den Kindern nach England). In England verheiratete sie ihre uneheliche Tochter Pamela Brulart de Sillery, die sie mit Louis-Philippe II. Joseph de Bourbon, duc d’Orléans hatte, mit Edward Fitzgerald. Mit der Revolution sympathisierte sie, musste aber seit 1793 Frankreich meiden. Im April 1793 begab sie sich in die Schweiz, wo sie zusammen mit Louis-Philippe (unter den Namen „Corby“ und „Chabod“) in einem Kloster in Bremgarten Zuflucht fand. Bei der Weiterreise war ihr Johannes Hotze behilflich.
1794 reiste sie mit ihrer Pflegetochter Rose-Henriette Peronne de Sercey unter dem Namen „Miss Clarke“ nach Altona. Sie lebte in Hamburg bei einem Pastor Wolters und beim Fremdenwirt Pflock, im Gut Silk in Schönningstedt, auf Gut Dollrott bei Cordelia von Wedderkop, mit der sie eine enge Freundschaft verband, in Brebel und in Berlin. Erst unter dem Konsulat durfte sie nach Frankreich zurückkehren (1801). Napoleon bewilligte ihr eine Pension, und Louis-Philippe gab ihr unter der Restauration ein Gnadengehalt.

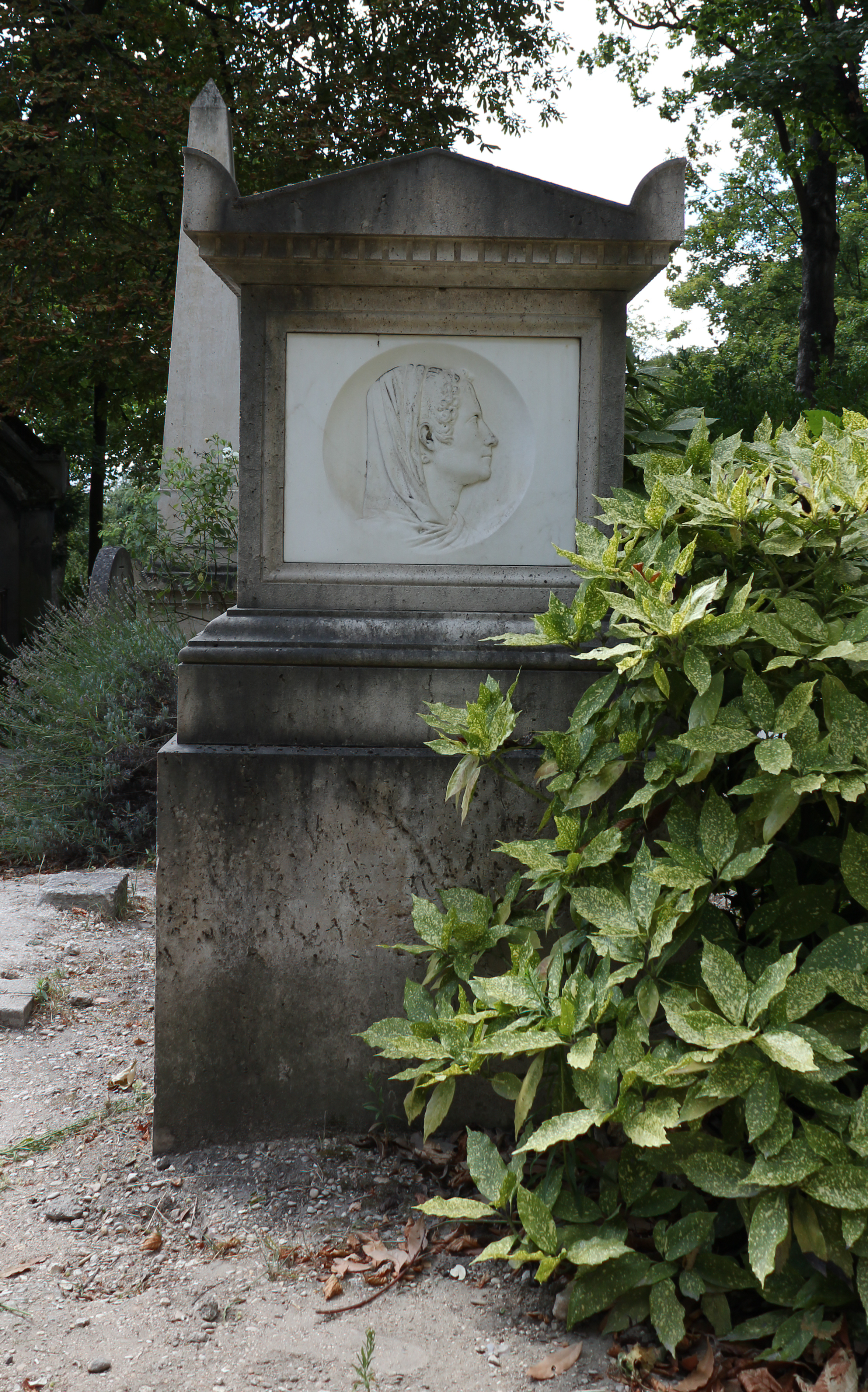
Grabstätte auf dem Friedhof Père-Lachaise in Paris

Sie befehdete heftig Madame de Staël und starb als Parteigängerin eines strengen Katholizismus und Gegnerin Voltaires.
Sie verfasste pädagogische und historische Schriften, dazu gegen 100 „frivole“ Romane und eine Menge moralischer Lustspiele, in denen keine männliche Rolle und keine Liebesintrige vorkommt und die heute fast vollständig vergessen sind. Ihre historischen Schriften leiden an Ungenauigkeit und Parteilichkeit. Am interessantesten sind noch ihre Mémoires inédits sur le XVIII. siècle et la Révolution française (Paris 1825, 10 Bände).
Die Biografie von Madame de Genlis wurde auch selbst Gegenstand literarischer Werke, unter anderem von Charlotte Niese.

## Trivia
Nach Madame de Genlis ist die Gattung der fleischfressender Pflanzen Genlisea (Reusenfallen) benannt.

## Werke

### Pädagogische Schriften
- Théâtre à l’usage des jeunes Personnes, ou Théâtre d’Éducation. Sieben Bände. Paris 1779 und 1785. – Berlin 1795.
- Théâtre de Société. Paris 1781 und 1782. – Genf 1781.
- Adèle et Théodore, ou Lettres sur l’Éducation. Drei Bände. Éditions Lambert et Baudoin, Paris 1782, 1785, 1789 und an X. – Hamburg 1783. – Maastricht 1784.
- Les Veillées du Château, ou Cours de Morale à l’usage des Enfans. Éditions Lambert et Baudoin, Paris 1784.
- La Religion considérée comme l’unique base du Bonheur et de la véritable Philosophie. Erste und zweite Auflage, Paris 1787.
- Pièces tirées de l’Écriture-Sainte. Genf 1787.
- Discours sur la suppression des Couvens des Religieuses, et sur l’Éducation publique des Femmes. 1790.
- Discours sur l’Éducation de M. le Dauphin, et sur l’Adoption. Paris 1790.
- Leçons d'une Gouvernante à ses Élèves, ou Fragmens d’un Journal, qui a été fait pour l’éducation des enfans du duc d’Orléans. Paris 1791.
- Discours sur l’éducation publique du peuple. 1791.
- Nouveau Théâtre sentimental, à l’usage de la Jeunesse. 1791.
- Discours sur le Luxe et l’Hospitalité, considérés sous leurs rapports avec les mœurs et l’éducation nationale. 1791.
- Dictionnaire critique et raisonné des étiquettes de la Cour. Des usages du monde, des amusements, des modes, des mœurs, etc. des François, depuis la mort de Louis XIII jusqu’à nos jours. P. Mongie aîné, Paris 1818.

### Historische Schriften
- Histoire de Henri le Grand. Maradan, Paris 1815.

### Autobiographische Schriften
- Mémoires inédits de Madame la Comtesse de Genlis. Sur le dix-huitième siècle et la révolution française, depuis 1756 jusqu’à nos jours. Zehn Bände. Ladvocat, Paris 1825. – Neuauflage: Mercure de France, Paris 2004. ISBN 2-7152-2460-5.
  - Deutsche Übersetzung von Therese Huber, Denkwürdigkeiten der Gräfinn von Genlis. Ueber das achtzehnte Jahrhundert und die französische Revolution. Seit 1766 bis auf unsere Tage. Acht Bände. Cotta, Stuttgart 1825f.
- Lettres. 1902.

### Romane
- Les chevaliers du cygne, ou la Cour de Charlemagne. Hamburg 1795.
- Mademoiselle de Clermont. Nouvelle historique. Éditions Maradan, Paris, an X (1802).
- La duchesse de la Vallière. Paris 1804.
- Madame de Maintenon. Pour servir de suite à l’histoire de la duchesse de la Vallière. Maradan, Paris 1806.
- Mademoiselle de La Fayette, ou le Siècle de Louis XIII. Maradan, Paris 1813.

### Erzählungen
- Das Schloß Kolmeras und die Aufseher im Verborgenen oder Liebe und Freundschaft. Leipzig : Weigel 1805 Digitalisat